# Only Fools and Horses

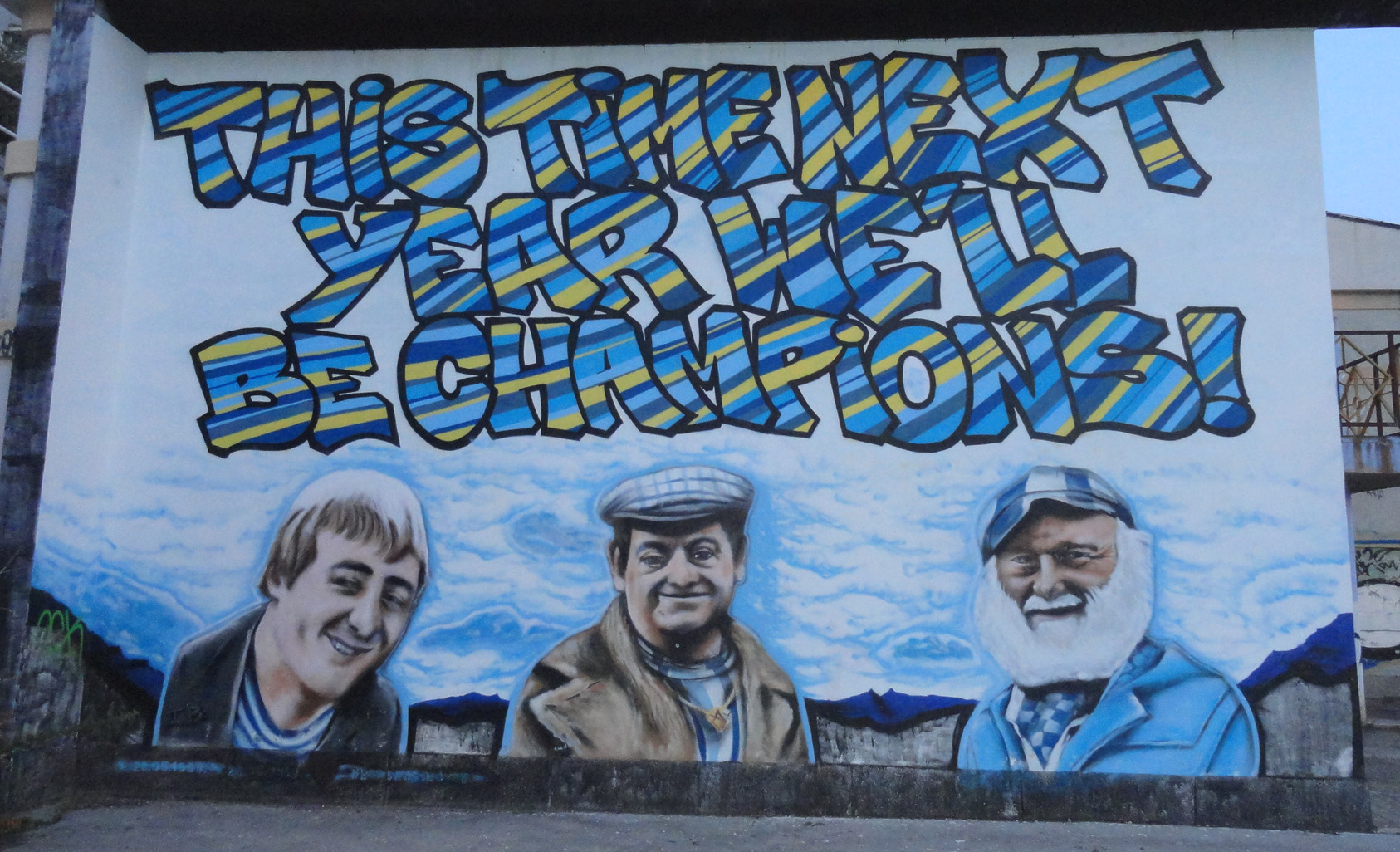
De hoofdrolspelers op een graffiti (Rijeka, Kroatië)

Only Fools and Horses was een Britse comedyserie, met onder anderen David Jason (later bekend van A Touch of Frost) en Nicholas Lyndhurst (later te zien in After You've Gone) in de hoofdrollen. De serie bestaat uit 65 afleveringen, verdeeld over 9 seizoenen. Met name in Groot-Brittannië was en is de serie enorm populair. De serie werd uitgezonden door BBC One tussen 8 september 1981 en 3 februari 1991. De afleveringen die later dat jaar en in 1992, 1993, 1996, 2001, 2002 en 2003 gemaakt werden waren allemaal kerstspecials.

## Het verhaal
Jason speelt Del (Derek) 'Boy' Trotter, een niet altijd even eerlijke scharrelaar. Hij verkoopt en koopt zo'n beetje alles dat los en vast zit. Zijn 13 jaar jongere broer Rodney (Lyndhurst) is even naïef als dromerig en idealistisch. De beide broers delen een flat in een buitenwijk van Londen en rijden in een aftandse gele auto (een Reliant Regal) met drie wielen. In de eerste drie seizoenen woont 'Grandad' (gespeeld door Lennard Pearce) bij hen in. Als Pearce tijdens de productie van het vierde seizoen plotseling sterft, wordt hij vervangen door Buster Merryfield. Merryfield neemt de rol van oom Albert aan, de broer van Grandad. Hij komt, na een valse start, bij de Trotters inwonen. Albert zat gedurende de Tweede Wereldoorlog bij de Britse marine en lijkt voor elke situatie wel over een anekdote te beschikken die altijd begint met de woorden During the War... (doorgaans gevolgd door een diepe zucht van Del Boy en/of Rodney, aangezien ze al zijn anekdotes al vele malen eerder hadden gehoord).
De meeste afleveringen draaien om de handel die Del aankoopt en van plan is met winst weer door te verkopen. Vaak mankeert er wat aan of is het gestolen. De serie werd geschreven door John Sullivan en bevat vaak verrassende humor en is dan ook al vaak onderscheiden.
Toen Lennard Pearce stierf aan een hartaanval moest een groot deel van seizoen 4 opnieuw worden opgenomen. Pearce stierf tijdens de productie van de aflevering Hole in One, die door zijn dood later in het seizoen werd uitgezonden dan gepland. Tijdens de eerste aflevering van seizoen 4 ligt Grandad in het ziekenhuis (net als Pearce). De aflevering Strained Relations beschrijft de begrafenis van Grandad en de opkomst van Uncle Albert.

## Bijrollen
- Trigger wordt gespeeld door Roger Lloyd-Pack en is een goede vriend van de Trotters.
- Boycie is nogal een gladjanus en houdt wel van een spelletje poker. Hij wordt vertolkt door John Challis. Boycie kreeg zelfs een eigen serie, The Green Green Grass, wederom met Challis in de hoofdrol.
- Mike Fisher is de eigenaar van de Nag's Head, de lokale pub waar de Trotters regelmatig vertoeven. Hij wordt gespeeld door de inmiddels overleden Kenneth MacDonald (bekend als Nobby uit It Ain't Half Hot Mum).
- Grandad is een sympathieke man. Hij draagt altijd een hoed en kookt regelmatig voor de Trotters. Samen met acteur Lennard Pearce stierf ook Grandad een plotselinge dood.
- Mickey Pearce is een kameraad van Rodney, maar 100% te vertrouwen is hij niet. Ook Pearce draagt altijd een hoed. Acteur Patrick Murray speelde deze rol.
- Ook Denzil is een vriend van de Trotters. Hij is niet echt een slimmerik en daar wordt dan ook regelmatig misbruik van gemaakt door Del Boy. Denzil werd gespeeld door Paul Barber.

## Trivia
- Er werden voor de serie meer dan 12 gele driewielers gebruikt, van het merk Reliant Regals, de bestelwagenversie van de Reliant Robin.
- Kenneth MacDonald (Mike Fisher) stierf op dezelfde dag dat bekendgemaakt werd dat er drie nieuwe afleveringen opgenomen zouden worden.
- David Jason werd gecast als Del Boy nadat de producenten hem zagen in de serie Open All Hours.
- Acteur Enn Reitel was de eerste keuze voor de rol van Del Boy. Hij was indertijd echter verbonden aan een andere televisieserie. Toen viel de keuze op Jim Broadbent, maar hij was betrokken bij een toneelstuk op het West End. Pas toen ging de rol naar Jason. Broadbent verscheen later als politieman Roy 'the slag' Slater.
- De serie kreeg ook een Nederlandse versie, genaamd Wat schuift 't?, met o.a. Johnny Kraaijkamp jr., Kasper van Kooten en Sacco van der Made in de hoofdrollen.
- De titel van het tweede album van de deathgrind band Gorerotted ("Only Tools And Corpses") parodieert de titel van de serie.